# La Bruère-sur-Loir
La Bruère-sur-Loir é uma comuna francesa na região administrativa do País do Loire, no departamento de Sarthe. Estende-se por uma área de 11.6 km². Em 2010 a comuna tinha 246 habitantes (densidade: 21,2 hab./km²).